# Daniel Christensen (Schauspieler)
Daniel Christensen (* 29. August 1978 in Wasserburg am Inn) ist ein deutsch-dänischer Schauspieler und Hörspielsprecher.

## Leben
Die Familie Daniel Christensens flüchtete aus Prag zunächst nach Dänemark und später nach Bayern. Durch die Heirat seiner Großmutter mit einem Dänen ist seine Familie mütterlicherseits teils dänischer Herkunft, sein Vater wurde in Fürstenfeldbruck geboren. Christensen wuchs in Raitenhaslach bei Burghausen auf und ging dort auch zur Schule. Christensen lebt in Berlin.

## Werdegang

### Ausbildung und Theater
Von 1995 bis 1999 besuchte er die Athanor Akademie für Darstellende Kunst (diese war bis 2014 in Burghausen und ist seit 2014 in Passau angesiedelt), seine ersten Bühnenerfahrungen machte Christensen zwischen 1998 und 2000 in Österreich am Salzburger Landestheater und dem Theater in der Josefstadt. Weitere Stationen seiner Theaterlaufbahn waren neben anderen das Théâtre national de Strasbourg, die Schauspiele in Hannover und Frankfurt (dem er 2001/02 und 2004/05 als festes Ensemblemitglied angehörte), das Essener Grillo-Theater, das Düsseldorfer Schauspielhaus und das Theater Basel. Christensen spielte unter anderem im Hinkemann von Ernst Toller und als Pozzo in Becketts Warten auf Godot. In Goethes Die Leiden des jungen Werthers verkörperte er die Titelfigur, in Kabale und Liebe von Friedrich Schiller stand er als Ferdinand auf der Bühne.
Neben seiner Schauspielausbildung studierte Daniel Christensen Biomechanik, Schwert- und Degenkampf sowie Tanz und Körperausdruck.

### Film, Fernsehen und Hörspiel
Für das Fernsehen stand Daniel Christensen erstmals 2006 in den Serien SOKO Rhein-Main und Alarm für Cobra 11 – Die Autobahnpolizei vor der Kamera. Neben drei Tatort-Folgen spielte er in den Eberhoferkrimis nach den gleichnamigen Romanen von Rita Falk den „Heizungspfuscher“ Ignaz Flötzinger. Diese Figur hat bereits eine große Fangemeinde. So gibt es auf Facebook einen Ignaz Flötzinger Fanclub mit über 31.000 Mitgliedern (Stand 08/2022). Seit September 2022 verkörpert Christensen in der ARD-Fernsehkrimireihe Lost in Fuseta, basierend auf der gleichnamigen Romanreihe, die Hauptrolle des Subinspektors Carlos Esteves an der Seite von Jan Krauter und Eva Meckbach. Anfang September 2022 wurde der Fernsehzweiteiler Lost in Fuseta – Ein Krimi aus Portugal gesendet. Die Erstausstrahlung der zweiteiligen Fortsetzung Spur der Schatten erfolgte Anfang April 2024 im Ersten.
2004 wirkte Daniel Christensen in dem vom Hessischen Rundfunk produzierten Hörspiel Trans-Sister Radio unter der Regie des Autors Terre Thaemlitz mit.

## Filmografie
- 2006: SOKO Rhein-Main (Fernsehserie, Folge Pretty Woman)
- 2006: Alarm für Cobra 11 – Die Autobahnpolizei (Fernsehserie, Folge Frankie)
- 2007: Gespenster
- 2007: Windland
- 2009: Kabale und Liebe
- 2010: Tatort: Bluthochzeit (Fernsehreihe)
- 2012: Polizeiruf 110: Schuld (Fernsehreihe)
- 2013: SOKO Kitzbühel (Fernsehserie, Folge Zu hoch hinaus)
- 2013: Krimi.de (Fernsehserie, Folge Lebensmüde)
- 2013–2023: Eberhoferkrimi:
  - 2013: Dampfnudelblues
  - 2014: Winterkartoffelknödel
  - 2016: Schweinskopf al dente
  - 2017: Grießnockerlaffäre
  - 2018: Sauerkrautkoma
  - 2019: Leberkäsjunkie
  - 2021: Kaiserschmarrndrama
  - 2022: Guglhupfgeschwader
  - 2023: Rehragout-Rendezvous
- 2014: Landauer – Der Präsident
- 2014: Tatort: Eine Frage des Gewissens
- 2014: Reiff für die Insel – Katharina und die Dänen (Fernsehreihe)
- 2015: SOKO Köln (Fernsehserie, Folge Der stumme Tenor)
- 2015: Tatort: Die letzte Wiesn
- 2016: Der Chef ist tot
- 2016: München 7 (Fernsehserie, Folge Es reicht!)
- 2017: Der Alte (Fernsehserie, Folge 406: Stummer Zeuge)
- 2018: Der große Rudolph
- 2018: Wilsberg – Die Nadel im Müllhaufen
- 2019: Heldt (Fernsehserie, Folge Die Sagenjäger)
- 2019: SOKO Stuttgart (Fernsehserie, Folge Der Bienenstock)
- 2019: Ein verhängnisvoller Plan
- 2020: SOKO Wismar (Fernsehserie, Folge Täter Timmermann)
- 2020–2021: Der Beischläfer (Fernsehserie)
- 2021: Laim und die Tote im Teppich
- 2021: Tatort: Wer zögert, ist tot
- 2021: Polizeiruf 110: Bis Mitternacht
- 2021: Stadtkomödie – Die Lederhosenaffäre (Fernsehreihe)
- 2022: SOKO Linz (Fernsehserie, Folge Das Kind)
- 2022: Der junge Häuptling Winnetou
- seit 2022: Lost in Fuseta (Fernsehreihe)
  - 2022: Lost in Fuseta – Ein Krimi aus Portugal (Zweiteiler)
  - 2024: Lost in Fuseta – Spur der Schatten (Zweiteiler)
- 2023: Das bleibt unter uns
- 2023: WOW! Nachricht aus dem All
- 2024: Bach – Ein Weihnachtswunder (Fernsehfilm)
- 2025: Oktoberfest 1905

## Hörspiele (Auswahl)
- 2004: Trans-Sister Radio von Terre Thaemlitz (hr)
- 2023: Mit Tieren gehen von Maxi Obexer (WDR)[9]

## Auszeichnungen
- 2005: Nominierung zum Nachwuchsschauspieler 2005 mit „Die Leiden des jungen Werthers“ am Schauspiel Frankfurt[5]
- 2006: Publikumspreis beim Radikal jung Festival in München für die Inszenierung „Die Leiden des jungen Werthers“
- 2013: Deutscher Schauspielerpreis für das beste Ensemble (Polizeiruf 110: Schuld)